# Kainomatomysis foxi
Kainomatomysis foxi är en kräftdjursart som beskrevs av W. M. Tattersall 1927. Kainomatomysis foxi ingår i släktet Kainomatomysis och familjen Mysidae. Inga underarter finns listade i Catalogue of Life.